# Tidsrejsen - Arven efter Drago
Tidsrejsen - Arven efter Drago er en dansk tv-serie fra 2025, der sendes på DR1 og DRTV. Det er en spin-off til Tidsrejsen og Tidsrejsen 2. Hovedpersonerne er figurerne Holly fra nutiden og Laurentius fra middelalderen, der også medvirkede i Tidsrejsen 2.
Tv-serien havde premiere på DRTV 13. juni 2025 og på DR1 14. juni 2025 klokken 20. Den har i alt 8 afsnit.

## Produktion
En del af tv-serien optages på Middelaldercentret i Sundby på Lolland, hvis 1400-talsmiljø er velegnet som kulisse for seriens middelalderscener. Middelaldercentret blev også brugt under optagelserne til forgængeren Tidsrejsen 2.

## Handling
Nutidspigen Holly forsøger at genfinde en normal hverdag i 2025 efter sine tidsrejser i Tidsrejsen 2. Men pludselig dukker fyrstesønnen Laurentius op fra middelalderen og har brug for hendes hjælp, fordi hans far er fanget af en skør og magtsyg ærkebiskop. Samtidig får Laurentius en dobbeltgænger i tidsrejsekaosset, der er charmerende, men har sine egne planer og udgør en potentiel fare. Holly og Laurentius må klare onde intriger, skarpt bevæbnede riddere og et dystopisk Dragør, hvor børn ikke må have en fri vilje, for at nå deres mål.

## Medvirkende
Rollelisten omfatter blandt andre:
- Julian Brix - Laurentius Drago
- Lærke Krabbe de Waal - Holly Storm
- Caspar Phillipson
- Rasmus Hammerich - fyrst Drago
- Youssef Wayne Hvidtfeldt
- Kristian Gintberg
- Marie Askehave
- Laura Bro

## Episoder
1. "Fyrstesønnen, som blev en nar"
2. "Fætter Laurentius"
3. "Den sorte rytter og listetyven"
4. "Hollys plan"
5. "Den store åbenbaring"
6. "Ven eller fjende?"
7. "Pave Peders evige rige"
8. "Sandhedens time"

## Modtagelse
En anmelder på Vi Elsker Serier gav serien tre ud af seks stjerner og skrev, bl.a. at "Alt i serien bærer præg af hastværk. Kostumerne ligner noget fra en legetøjsbutik, og clashet mellem middelalder og nutid er sprogligt ubegavet, og byder blandt andet på platheder som CD’er, der bruges til øreringe og et polaroidkamera, der bruges som våben med virkelig dumme riddere."